# Universität Koblenz-Landau
Die Universität Koblenz-Landau war eine Universität mit acht Fachbereichen an zwei Campus in Koblenz und Landau in der Pfalz sowie dem Sitz des Präsidialamtes in Mainz.
Die Universität Koblenz-Landau war mit über 17.000 Studierenden die zweitgrößte Universität in Rheinland-Pfalz. Etwa 61 % der Studierenden der Universität studieren Lehramtsstudiengänge. Durch das Landesgesetz zur Neustrukturierung wurde im Herbst 2020 die Aufteilung der Universität Koblenz-Landau zum 1. Januar 2023 beschlossen: Der Standort Landau fusionierte mit der Technischen Universität Kaiserslautern zur Rheinland-Pfälzischen Technischen Universität Kaiserslautern-Landau und der Standort Koblenz wird seitdem als Universität Koblenz fortgeführt.

## Geschichte

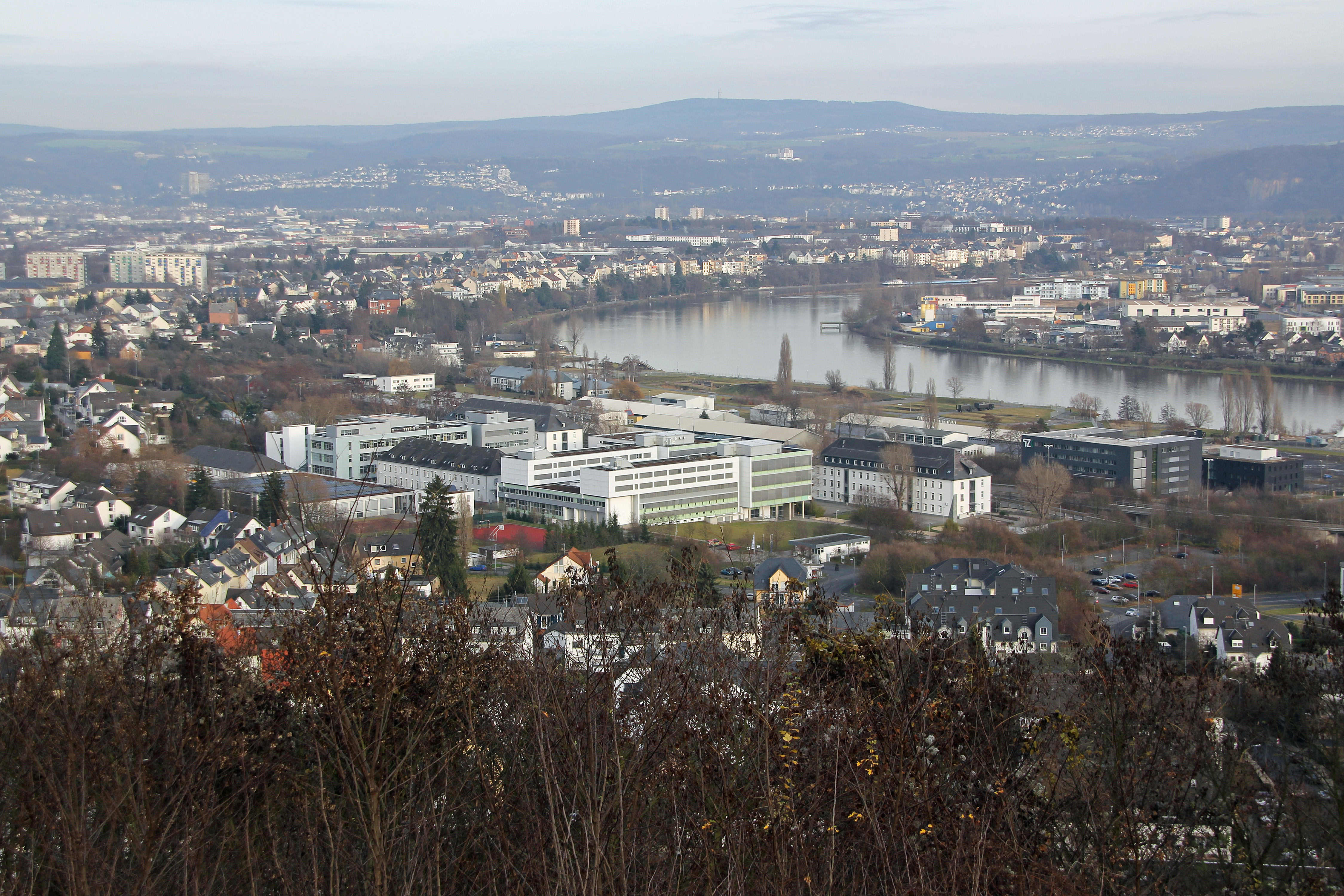
Blick von der Metternicher Eule auf den Campus Koblenz

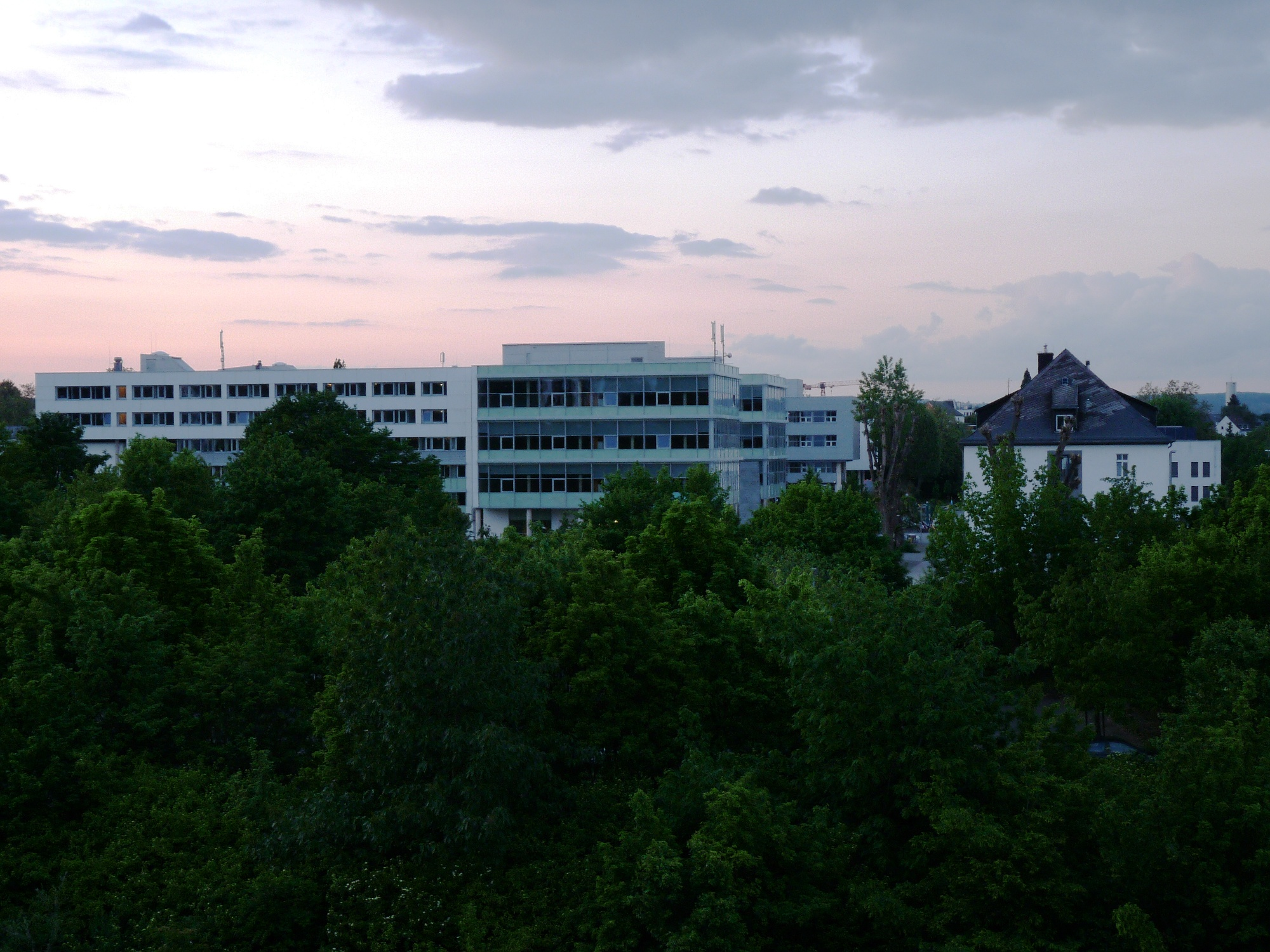
Blick vom Studentenwohnheim auf den Campus Koblenz

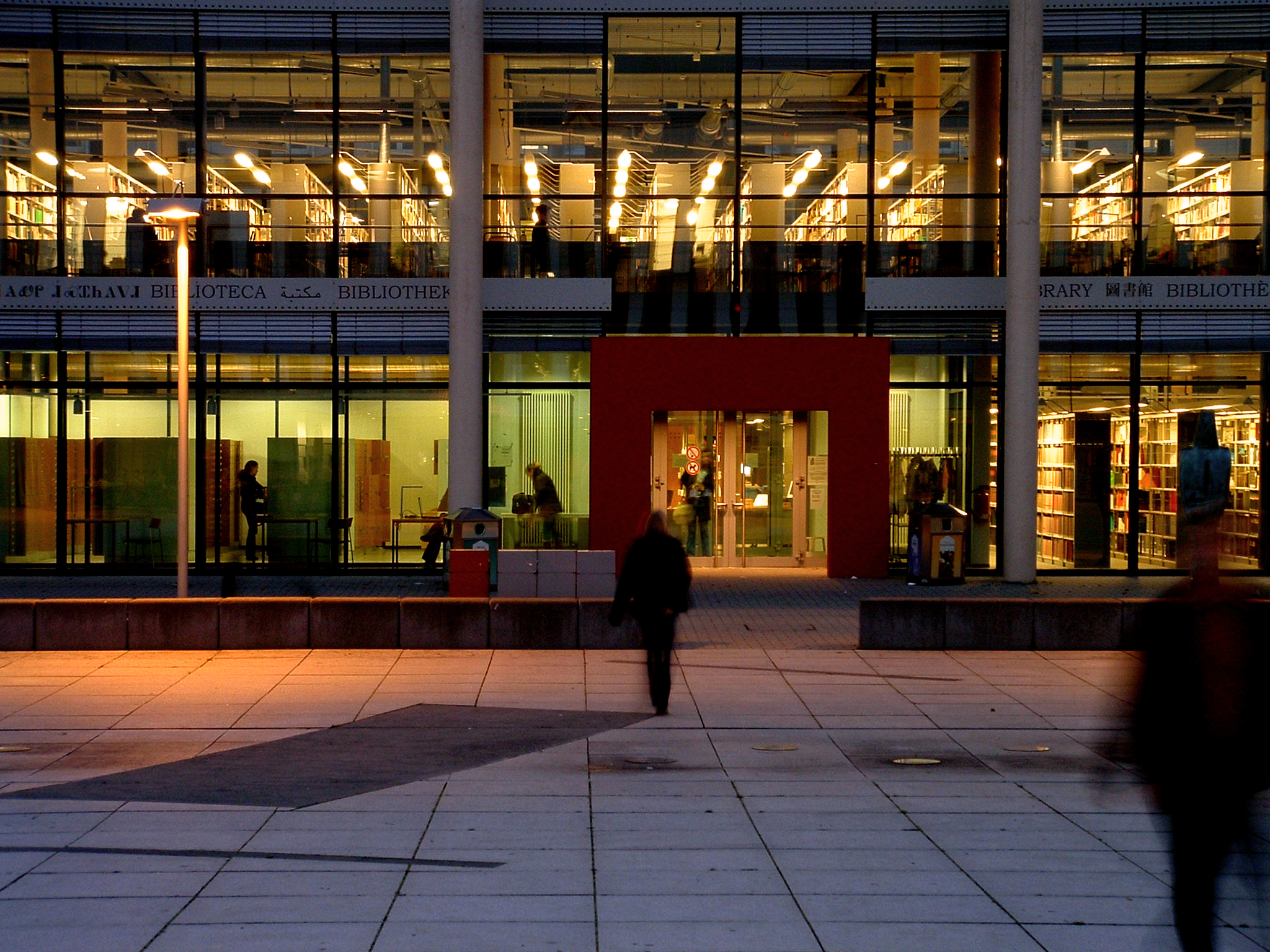
Universitätsbibliothek Koblenz

### Lehrerinnenseminar
Die 1990 gegründete Universität fußt auf mehreren Vorgängerinstitutionen in Koblenz, Landau, Neuwied, Worms, Kaiserslautern und Trier. 1903 wurde in Koblenz mit dem Königlich Preußischen Lehrerinnenseminar eine erste Bildungsstätte für Lehrkräfte gegründet, aber bereits 1925 geschlossen, als Pädagogische Akademien gegründet wurden. Während des Nationalsozialismus wurde erneut Lehrerbildung betrieben, jedoch auf niedrigem Niveau.

### Pädagogische Hochschulen 1946–1969
Nach dem Zweiten Weltkrieg wurden bis 1949 für die Lehrerausbildung an Volksschulen Pädagogische Akademien in Rheinland-Pfalz gegründet, welche 1960 in sechs Pädagogische Hochschulen in Kaiserslautern, Koblenz, Landau, Neuwied, Trier und Worms hochgestuft wurden.

### Erziehungswissenschaftliche Hochschule Rheinland-Pfalz 1969–1990
Diese gingen in der am 1. Oktober 1969 gegründeten Erziehungswissenschaftlichen Hochschule Rheinland-Pfalz (EWH) auf, welche neben Landau und Koblenz auch Abteilungen in Mainz und in Worms hatte. 1970 erhielt die EWH das Promotions- und Habilitationsrecht. 1978 wurde die Abteilung in Worms aufgelöst und die Abteilung Sonderpädagogik in Mainz 1985 an die Johannes Gutenberg-Universität Mainz verlagert.

### Gründung der Universität Koblenz-Landau
Am 1. Oktober 1990 wurde die EWH zur Universität Koblenz-Landau umgewandelt sowie die Fachbereiche Informatik in Koblenz und Psychologie in Landau eingerichtet. Die Universität verfügte seitdem über acht Fachbereiche. 1992 wurde das Institut für Sonderpädagogik von der Johannes Gutenberg-Universität wieder an den Campus Landau zurückgeführt.
Bei Ausschachtungsarbeiten für den Neubau eines Zentralgebäudes der Universität Koblenz-Landau wurde am 20. Mai 1999 eine britische, 1800 kg schwere Luftmine gefunden. Dies war einer der größten Bombenfunde nach dem Zweiten Weltkrieg in Koblenz und führte bei der Entschärfung zur bis dahin größten Evakuierung der Bevölkerung. Nach dem Umzug der Universität vom Koblenzer Stadtteil Oberwerth in den Stadtteil Metternich auf das Gelände der ehemaligen Pionier-Kaserne im Jahr 2002 besaß sie in Koblenz einen der neuesten Campi in Deutschland. In Landau konnten 2004 zusätzlich zum alten Campus neue Gebäude in Betrieb genommen werden. Weitere kamen im Jahr 2010 hinzu, als neuer „Aufgang von der Stadt zum Campus“.

### Trennung der Universität Koblenz-Landau

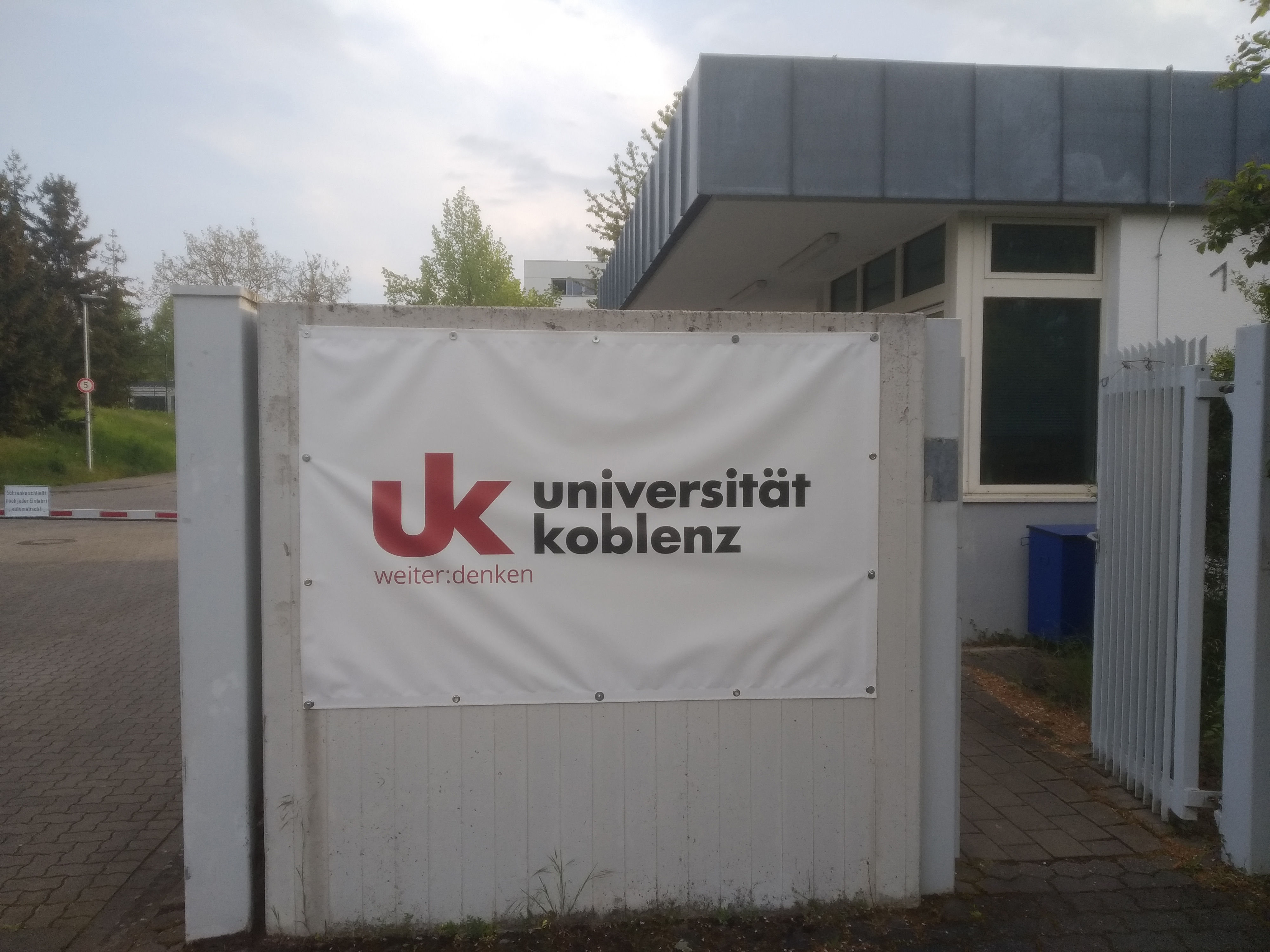
Bereits kurz vor dem Start des Sommersemesters 2022 wurde am Eingang des Campus Koblenz der (noch bestehenden) Universität Koblenz-Landau ein Banner mit dem neuen Logo der ab 1. Januar 2023 bestehenden, eigenständigen Universität Koblenz aufgehängt.

2019 wurde eine Auftrennung der Universität beschlossen. 2023 fusionierte der Standort Landau mit der Technischen Universität Kaiserslautern in die Rheinland-Pfälzische Technische Universität Kaiserslautern-Landau und der Standort Koblenz wurde als eigenständige Universität Koblenz fortgeführt. Die Verwaltung in Mainz sollte auf Koblenz und Landau aufgeteilt werden.

## Struktur der Universität

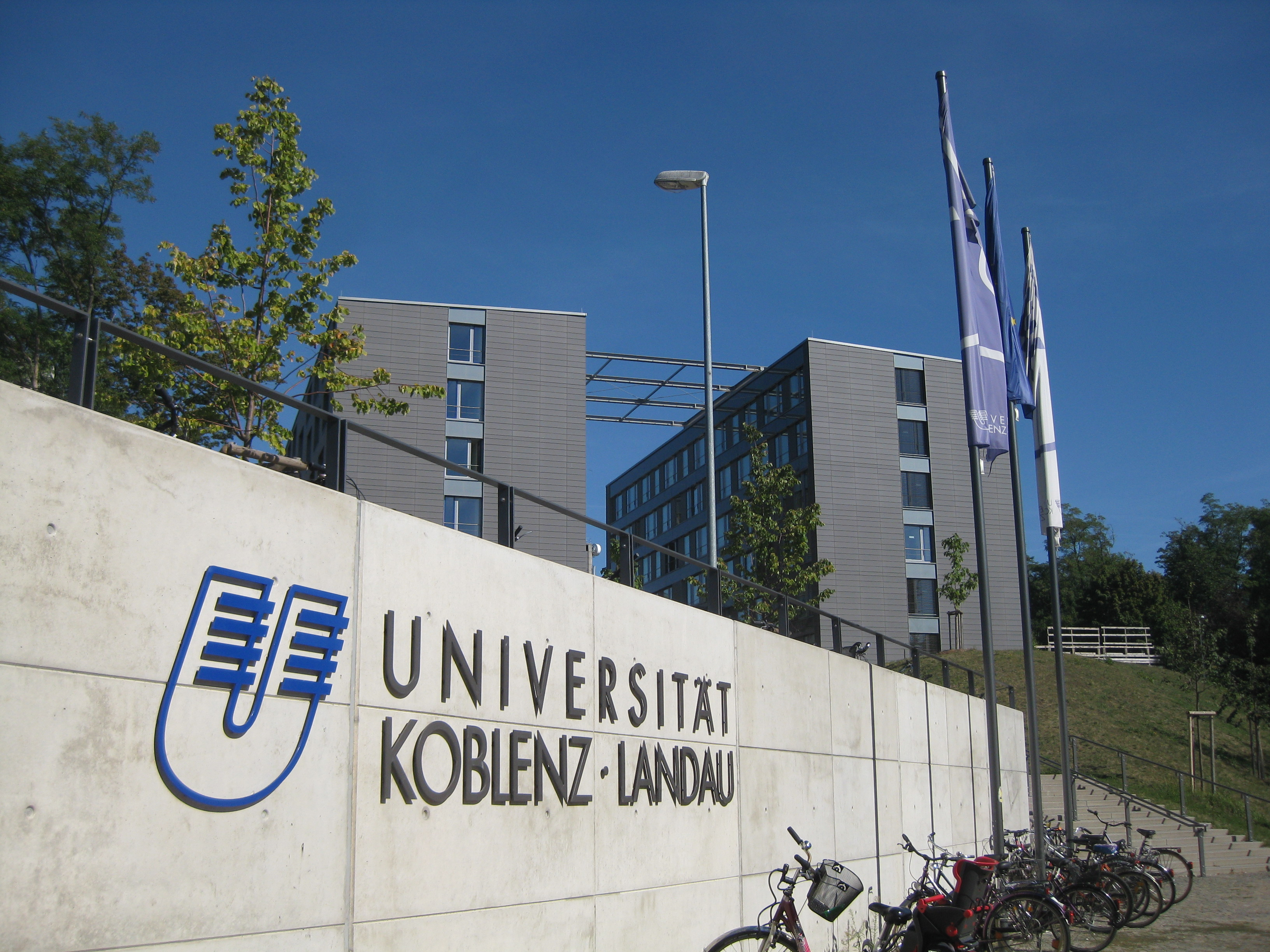
Aufgang zwischen den Gebäuden I und K am Campus Landau

Die Universitätsleitung bestand aus einer kollegialen Hochschulleitung mit dem Vizepräsidenten Stefan Wehner (Campus Koblenz), der Vizepräsidentin Gabriele Schaumann (Campus Landau) und dem Kanzler Michael Ludewig.
Die Zahl der Studierenden vervierfachte sich von 1990 bis 2022. Als die Universität aufgeteilt wurde, waren über 17.000 Studierende eingeschrieben, jeweils etwa die Hälfte in Koblenz und in Landau. Diese geteilte Struktur der Universität mit zwei ca. 150 Kilometer voneinander entfernten Campus und einem gemeinsamen Präsidialamt in Mainz war bundesweit einmalig. Die beiden Campus hatten je vier Fachbereiche:
Campus Koblenz ⊙:
- Fachbereich 1: Bildungswissenschaften
- Fachbereich 2: Philologie / Kulturwissenschaften
- Fachbereich 3: Mathematik / Naturwissenschaften
- Fachbereich 4: Informatik

Campus Landau ⊙:
- Fachbereich 5: Erziehungswissenschaften
- Fachbereich 6: Kultur- und Sozialwissenschaften
- Fachbereich 7: Natur- und Umweltwissenschaften
- Fachbereich 8: Psychologie

Die Universität hatte neben ihren acht Fachbereichen und ihren Einrichtungen ein DFG-Graduiertenkolleg, eine Graduiertenakademie, eine Graduiertenschule und ein Interdisziplinäres Promotionszentrum zur Qualifikation von Nachwuchswissenschaftlerinnen und -wissenschaftlern eingerichtet.
Bei der Gleichstellung von Frauen und Männern nahm die Universität Koblenz-Landau eine herausragende Position ein. Nach einer Umfrage des Personaldienstleisters Zenjob, bei der 50 Universitäten Deutschlands untersucht wurden, stand sie 2020 mit 39 Prozent Professorinnenanteil an erster Stelle. Laut einer Datenauswertung des Verbraucherschutzvereins Berlin/Brandenburg 2022 kam sie auf einen Anteil von 40,25 Prozent. Die kollegiale Hochschulleitung war paritätisch besetzt. Die Universität unterstützte die Umsetzung der Gleichstellung durch vielfältige Projekte, wie Professorinnenprogramm III, Mentoring, Ada-Lovelace-Projekt, Förderung von Nachwuchswissenschaftlerinnen und einer Graduiertenschule Genderforschung.

## Schwerpunkte in Forschung und Lehre

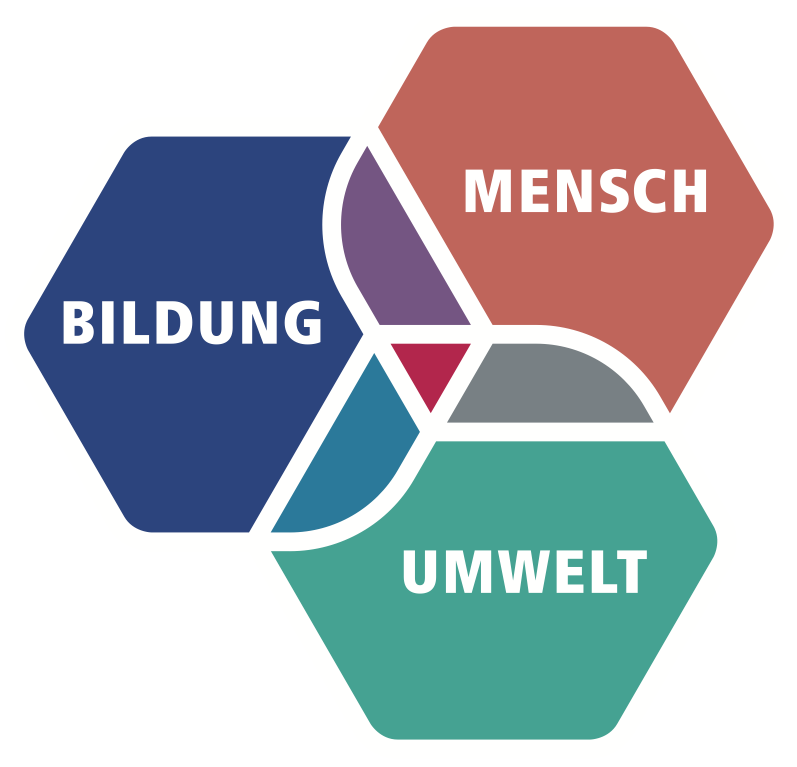
Das Logo symbolisiert die Ausrichtung der Forschung an den drei interdisziplinären Profilbereichen: Bildung, Mensch, Umwelt

Die Universität Koblenz-Landau richtete die Forschung und Lehre an drei miteinander vernetzten, interdisziplinären Profilbereichen aus: Bildung, Mensch, Umwelt. Der Ausbau des Studien- und Weiterbildungsangebots, die Intensivierung der Förderung des wissenschaftlichen Nachwuchses und die stärkere internationale Ausrichtung aller Bereiche der Universität waren weitere Entwicklungsziele.

### Bildung
Die Universität nahm innerhalb des Landes Rheinland-Pfalz eine herausragende Rolle in den Bildungswissenschaften und der Lehrerbildung ein. Sie bot als einzige Universität des Landes Lehramtsstudiengänge für alle Schularten an. Diese Kernkompetenz prägt den Profilbereich. Wichtige Merkmale waren auch die Kombination von Pädagogik und Fachdidaktik, die große Bedeutung der außerschulischen Lernorte und Schülerlabore sowie die Verknüpfung von Wissenschaft und schulpädagogischen Praxis zum Beispiel über die CampusSchule-Netzwerke.

### Mensch
Dieser Profilbereich wurde geprägt von den Geistes-, Kultur- und Sozialwissenschaften, in denen insbesondere Sprachen, Kunst und Kultur, Politik und Wirtschaft analysiert werden, von der Psychologie als Humanwissenschaft sowie der Informatik, die umfangreiche IT-basierte Dienstleistungen für den Menschen entwickelt, optimiert und auf ihre Praxistauglichkeit erprobt.

### Umwelt
Drei wissenschaftliche Ansätze charakterisierten diesen Profilbereich. Der umweltwissenschaftliche Ansatz thematisiert die naturwissenschaftlich beschreibbare Umwelt, die Informatik beschäftigt sich mit der technisch-digitalen Umwelt und die Geistes- und Sozialwissenschaften begreifen Umwelt als kulturelle bzw. gesellschaftliche Umgebung.

## Studiengänge

### Lehramtsstudiengänge
Als einzige Universität in Rheinland-Pfalz bot die Universität Koblenz-Landau Lehramtsstudiengänge für alle Schularten an. An beiden Campus konnte sowohl der Bachelor als auch der Master für das Lehramt an einer Grundschule, Realschule plus sowie für das Gymnasium erworben werden. Zudem ließen sich am Campus Landau lehramtsbezogene Bachelor und Master für die Förderschule und am Campus Koblenz für Berufsbildende Schulen studieren.
- Lehramtsbezogener Bachelorstudiengang
- Lehramtsbezogene Masterstudiengänge
- Zertifikatsstudiengang Darstellendes Spiel[14]

### Bachelor- und Masterstudiengänge in Koblenz
Bachelor:
- Angewandte Naturwissenschaften
- BioGeoWissenschaften
- Computervisualistik
- Informatik
- Informationsmanagement
- Kulturwissenschaft
- Mathematische Modellierung
- Pädagogik
- Wirtschaftsinformatik
- Zwei-Fach-Bachelor

Master:
- Applied Physics
- BioGeoWissenschaften
- Ceramic Science and Engineering
- Chemie und Physik funktionaler Materialien
- Computervisualistik
- E-Government
- Erziehungswissenschaft
- Germanistik – Dynamiken der Vermittlung[15]
- Informatik
- Informationsmanagement
- Kulturwissenschaft
- Mathematical Modeling, Simulation and Optimization[16]
- Web and Data Science[17]
- Wirtschaftsinformatik

### Bachelor- und Masterstudiengänge in Landau
Bachelor:
- Erziehungswissenschaft
- Mensch und Umwelt: Psychologie, Kommunikation, Ökonomie
- Psychologie
- Sozial- und Kommunikationswissenschaften
- Umweltwissenschaften
- Zwei-Fach-Bachelor

Master:
- Ecotoxicology
- Psychologie
- Sozial- und Kommunikationswissenschaften[18]
- Umweltwissenschaften/ Environmental Sciences

### Postgraduales Fernstudium und Berufsbegleitende Weiterbildungen
Das Zentrum für Fernstudien und Universitäre Weiterbildung (ZFUW) war eine seit 1991 bestehende zentrale Einrichtung der Universität Koblenz-Landau. Es war die älteste Fernstudieneinrichtung an Hochschulen in Rheinland-Pfalz und hatte sich auf das Angebot postgradualer Fernstudiengänge und berufsbegleitende Fernstudienkurse spezialisiert. Es bot auch Weiterbildungen im Präsenzformat (zum Beispiel Seminare) an. Das Bildungsformat bei einem Fernstudium folgt dabei dem 'Blended-Learning-Konzept', also einer Kombination aus Phasen des angeleiteten Selbststudiums mit Hilfe schriftlicher Lernunterlagen und Präsenzphasen.

#### BereichHumanwissenschaften
- „Inklusion und Schule (M.A.)“ (Master of Arts)
- „Personal und Organisation (M.A.)“ (Master of Arts)
- „Didaktik und Inklusion (CAS)“ (Certificate of Advanced Studies)
- „Grundlagen inklusiver Pädagogik (CAS)“ (Certificate of Advanced Studies)
- „Grundlagen des Personalmanagements (CAS)“ (Certificate of Advanced Studies)
- „Organisationales Lernen (CAS)“ (Certificate of Advanced Studies)

#### BereichManagement
- „Unternehmenskommunikation und Rhetorik / Business Communication and Rhetoric (M.A.)“ (Master of Arts)
- „Verhaltensorientiertes Management (MBA)“ (Master of Business Administration – in Vorbereitung)
- „Marktforschung“ (Zertifikat)
- „Marketing-Management“ (Zertifikat)
- „Patent- und Innovationsschutz“ (Zertifikat)

#### BereichNaturwissenschaftenund Technik
- „Angewandte Umweltwissenschaften (M.Sc.)“ (Master of Science)
- „Energiemanagement (M.Sc.)“ (Master of Science)
- „Erneuerbare Energien und Energiewirtschaft (MAS)“ (Master of Advanced Studies)
- „Deutsches Umweltrecht“ (Zertifikat)
- „Betriebliches Umweltmanagement und Umweltökonomie“ (Zertifikat)
- „Gewässerökologie für Naturschutzpraktiker“ (Zertifikat)
- „Anwendungsorientiertes Energiemanagement (CAS)“ (Certificate of Advanced Studies)
- „Energiemanagement: Politik und Recht (CAS)“ (Certificate of Advanced Studies)
- „Grundlagen des Energiemanagements (CAS)“ (Certificate of Advanced Studies)
- „Konventionelle und Regenerative Energieerzeugung (CAS)“ (Certificate of Advanced Studies)
- „Grundwasserökologie in der Wasserversorgung und im Umweltschutz“ durch das Institut für Grundwasserökologie (IGÖ) GmbH (Zertifikat)

### Ehemalige Studiengänge
Die Studiengänge Kunstpädagogik, Lehramt Kunst, Sozialkunde und der postgraduale Master of Arts in Gesundheitsmanagement wurden eingestellt. Aufgrund der im Juli 2012 vom Senat beschlossenen Konzentration des Fachs Musik am Campus Koblenz nahm das Institut für Musikwissenschaft und Musik am Campus Landau zum WS 2012/13 die letzten Musikstudenten auf.

## Persönlichkeiten

### Campus Koblenz
- Günter Altner (1936–2011), Evangelische Theologie und Biologie
- Michaela Bauks (* 1962), Evangelische Theologie
- Hendrik Beikirch (* 1974), Streetart-Künstler
- Alfred Bellebaum (1931–2021), Soziologe und Begründer der Glücksforschung
- Edwin Czerwick (* 1951), Politikwissenschaftler
- Markus Dröge (* 1954), evangelischer Theologe und Bischof von Berlin
- Heinz Fischer (* 1931), Geograph, Lehrstuhlinhaber ab 1971
- Ulrich Furbach (* 1948), Informatiker, Forscher auf dem Gebiet der künstlichen Intelligenz
- Winfried Gebhardt (* 1954), Soziologe und Religionssoziologe
- Christian Geulen (* 1969), Historiker
- Jürgen Goldstein (* 1962), Philosophie
- Marie-Theres Hammes-Rosenstein (1954–2019), Juristin und Frauenreferat
- Werner Hechberger (* 1963), Historiker
- Peter Hofmann (* 1958), Fundamentaltheologe und Dogmatiker
- Angela Kaupp (* 1960), Theologin
- Petra Kindhäuser (* 1954), Musikwissenschaftlerin
- Harald von Korflesch (* 1962), Wirtschaftswissenschaftler und Wirtschaftsinformatiker
- Margret Kraul (* 1945), Erziehungswissenschaftlerin
- Rudi Krawitz (* 1943), Allgemeine Didaktik und Schulpädagogik, von 2005 bis 2008 Leiter des Zentrums für Lehrerbildung
- Ute Langanky (* 1957), Malerin
- Joachim Löper, Ingenieurwissenschaftler
- Günther Ludig (1933–2012), Kunstdidaktiker
- Rudolf Lüthe (* 1948), Philosoph, Mitherausgeber des „Philosophischen Literaturanzeiger“
- Stefan Neuhaus (* 1965), Literaturwissenschaftler
- Ulrich Nonn (1942–2023), Historiker
- Claudia Quaiser-Pohl (* 1965), Psychologin
- Elisabeth Sander (* 1941), Psychologin
- Célia Šašić (* 1988), Fußballspielerin
- Erwin Schaaf (1933–2023), Historiker
- Helmut Schmiedt (* 1950), Literaturwissenschaftler
- Steffen Staab (* 1970), Informatiker, Webwissenschaftler
- Klaus G. Troitzsch (* 1946), Soziologe, Forscher auf dem Gebiet der Computational Social Science
- Maria A. Wimmer (* 1968), Verwaltungsinformatikerin

## Präsidenten
- 1970–1972: Siegfried Wibbing (1926–2004), Theologe
- 1972–1984: Franz Fippinger (1932–2013), Psychologe
- 1984–1988: Siegfried Wibbing (1926–2004), Theologe
- 1988–2000: Hermann Saterdag (1945–2013), Bildungsforscher
- 2000–2005: Josef Klein (* 1940), Sprachwissenschaftler
- 2005–2017: Roman Heiligenthal (* 1953), Theologe
- 2017–2020: May-Britt Kallenrode (* 1962), Physikerin
- seit 2021: Präsidiale Doppelspitze: Gabriele Schaumann, Chemikerin; Stefan Wehner, Physiker[20]

## Studentische Projekte
Amnesty International; Campus Radau (Uni-Radio); freiLOS; Objektiv (filmische Dokumentationen); Umweltgruppe; Queerulanten; Uni-Kino; Uni-Kneipe „Fatal“; Sommercafé; Hochschulsport; Sommer-Uni; StadttUni.

## Publikationen
- Roman Heiligenthal, Andreas Wien (Hrsg.): Universität im Aufbruch. Festschrift zum Gründungsjubiläum der Universität Koblenz-Landau. Verlag Regionalkultur, Heidelberg 2015, ISBN 978-3-89735-913-0.
- Fachberichte Informatik (ISSN 1860-4471, bis 2006)[21]
- Arbeitsberichte Informatik (ISSN 1864-0346 (Print), ISSN 1864-0850 (Online), ab 2007)[22]
- Landauer Schriften zur Kommunikations- und Kulturwissenschaft[23]
- Koblenzer Geographisches Kolloquium[24]
- Empirische Paedagogik (ISSN 0931-5020)[25]